# Alla grande...
Alla grande... è il diciassettesimo album di Bruno Lauzi, pubblicato nel dicembre del 1978.

## Il disco
L'album è prodotto da Alessandro Colombini, che cura anche gli arrangiamenti, tranne che per Bartali, arrangiata da Colombini con Paolo Conte, e Pensa per te, arrangiata da Colombini con Simon Luca.
Il disco è stato registrato nello studio Il Mulino da Piero Bravin, e mixato nello stesso studio da Bravin e Colombini; fanno eccezione le canzoni Ah...l'amore e Sconosciuto amore mio, già pubblicate l'anno precedente su 45 giri e registrate agli Stone Castle Studios di Carimate da Colombini ed Ezio De Rosa.
La copertina è curata da Mario Convertino, mentre le fotografie sono di Luca Greguoli.

## Tracce

### LP
Lato A
1. Canzone d'amore – 3:06 (Bruno Lauzi)
2. Bartali – 3:09 (Paolo Conte)
3. Sconosciuto amore mio – 3:56 (Bruno Lauzi)
4. L'uomo bamba – 2:44 (Bruno Lauzi)
5. Canzone disperata – 3:00 (Bruno Lauzi)
6. Alla grande – 3:36 (Bruno Lauzi)

Lato B
1. Ah...l'amore – 4:12 (Bruno Lauzi)
2. Marianna – 3:16 (Bruno Lauzi)
3. Pensa per te – 2:50 (Bruno Lauzi, Simon Luca)
4. La macchina – 3:00 (Bruno Lauzi)
5. La balordaggine – 4:36 (Camillo Castellari, Corrado Castellari)
6. Passatempo – 3:27 (Bruno Lauzi)

## Formazione
- Bruno Lauzi - voce, cori, chitarra classica
- Claudio Bazzari - chitarra elettrica, chitarra acustica
- Beppe Cantarelli - chitarra elettrica
- Francesco La Notte - chitarra
- Aldo Banfi - tastiera, sintetizzatore
- Paolo Del Conte - chitarra
- Paolo Donnarumma - basso
- Flaviano Cuffari - batteria
- Terzaghi - chitarra
- Sebastiano Piscicelli - percussioni
- Paolo Conte - pianoforte (brano: Bartali)
- Lucio Fabbri - violino
- Naimy Hackett, Alessandro Colombini, Simon Luca, Marco Ferradini - cori

Note aggiuntive
- Alessandro Colombini - produttore
- Registrazioni realizzate al Mulino da Alessandro Colombini
- mix realizzati al Mulino da Alessandro Colombini e Piero Bravin (tranne Ah...l'amore e Sconosciuto amore mio
- Brani: Ah...l'amore e Sconosciuto amore mio, mixati allo Stone Castle Studios da Alessandro Colombini e Ezio De Rosa
- Alessandro Colombini - arrangiamenti
- Brano Bartali, arrangiamento di Paolo Conte e Alessandro Colombini
- Brano Pensa per te, arrangiamento di Simon Luca e Alessandro Colombini
- Luca Greguoli - fotografie copertina album
- Mario Convertino - grafica copertina album[2]